# Namco System 11

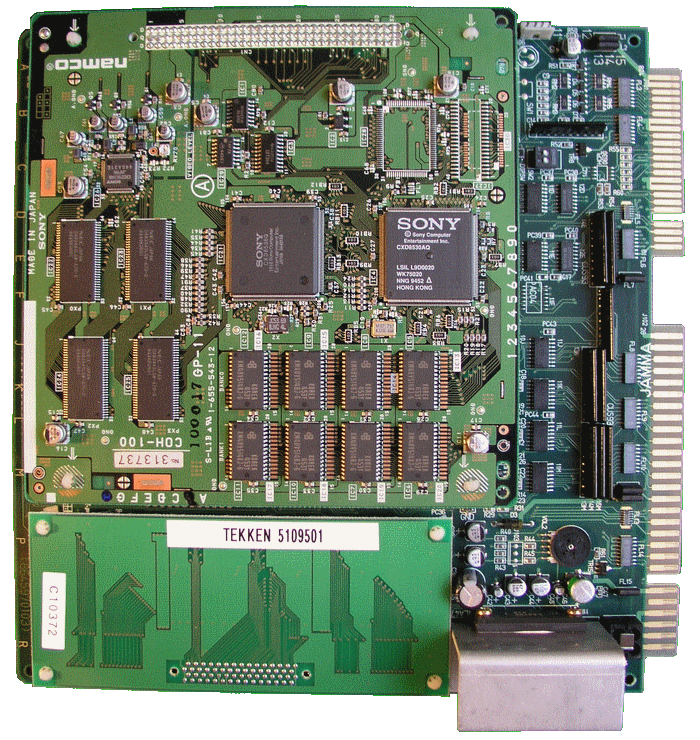
System 11 PCB

O Namco System 11 é um sistema de Arcade lançado pela Namco em 1994. O Hardware real é baseado no console Sony Playstation, e assim muitos jogos foram portados para este console. A maior diferença entre os dois é que o System 11 utilizava chips somente leitura de SMT para armazenar os dados do jogo, ao passo que o PlayStation utilizava CD ROM como mídia. Isto significa que todos os jogos na System 11 eram únicos para cada placa de sistema, e não poderiam ser trocados nela por outros jogos.
O System 11 foi sucedido pelo design System 12.

## Desenvolvimento
Embora o System 11 fosse tecnicamente inferior à placa Model 2 da Sega, seu preço mais barato o tornou uma atração para os Arcades menores. De acordo com a edição de junho de 1995 da Edge:
A Namco correu um risco significativo ao basear seu Tekken operado por fichas em Hardware puro de PlayStation, considerando que ela estaria competindo com o Virtua Fighter 2, que usava a Model 2 da Sega ... Pela primeira vez, um sistema caseiro poderia ostentar uma conversão idêntica de uma devoradora de fichas de ponta ... O diretor de gerenciamento da seção de pesquisa da Namco, Shegeichi Nakamura ... explica: "Quando a Sony acompanhou, decidimos investir em um sistema de baixo custo. Resumindo, deixamos as grandes lojas de Arcade para a Sega e o VF2, enquanto Tekken foi vendido para centros menores de Arcade" ... Namco possui mais quatro títulos planejados para a System 11, todos eles provavelmente passarão também para o PlayStation.

## Especificações da System 11
BASEADO EM PSX
- CPU: MIPS R3000A 32-bit Processador RISC @ 33.8688 MHz, Performance - 30 MIPS, Cache de instruções - 4KB
- BUS: 132 MB/s.
- OS ROM: 512 KB
- Processamento de som: Namco C76 (Mitsubishi M37702)
- Chip de som: Namco C352
- RAM principal: 2 MB
- Vídeo VRAM: 2 MB
- RAM de áudio: 512 kB
- Processador Gráfico: 360.000 polígonos/segundo, sprite/desenho de background, Framebuffer ajustável, sem restrição de linhas, 4.000 8x8 sprites de píxels com rotação e escala individual, backgrounds simultâneos
- Efeitos de Sprites: Rotação, aumento/redução de escala, distorção, transparência, desaparecimento, prioridade, rolagem de linha horizontal e vertical
- Resolução: 256x224 - 640x480
- Cores: 16.7 milhões de cores, CLUTs (Color Look-Up Tables) ilimitados
- Outros: Motor de geometria customizada, motor de polígonos customizado, decoder de MJPEG

## Lista de jogos da System 11
- Tekken (1994)
- Dunk Mania (1995)
- Soul Edge (1995)
- Tekken 2 (1995)
- Tekken 2 Ver.B (1995)
- Xevious 3D/G (1995)
- Dancing Eyes (1996)
- Pocket Racer (1996)
- Prime Goal EX (1996)
- Soul Edge Ver.II (1996)
- Star Sweep (1997)
- Kosodate Quiz My Angel 3 (1998)
- Point Blank 2 / Gunbarl (1999)